# Atos 24
Atos 24 é o vigésimo-quarto capítulo dos Atos dos Apóstolos no Novo Testamento da Bíblia. Ele relata o longo período no qual Paulo esteve preso em Cesareia antes de ser levado para Roma.

## Manuscritos
Atos 24 foi originalmente escrito em grego koiné e dividido em 27 versículos. Alguns dos manuscritos a conter o texto são:
- Codex Vaticanus (325–350)
- Codex Sinaiticus (330–360)
- Codex Bezae (c. 400)
- Codex Alexandrinus (ca. 400–440)
- Codex Ephraemi Rescriptus (ca. 450; versículos 16 a 27)
- Codex Laudianus (ca. 550)

## Julgamento de Paulo em Cesareia

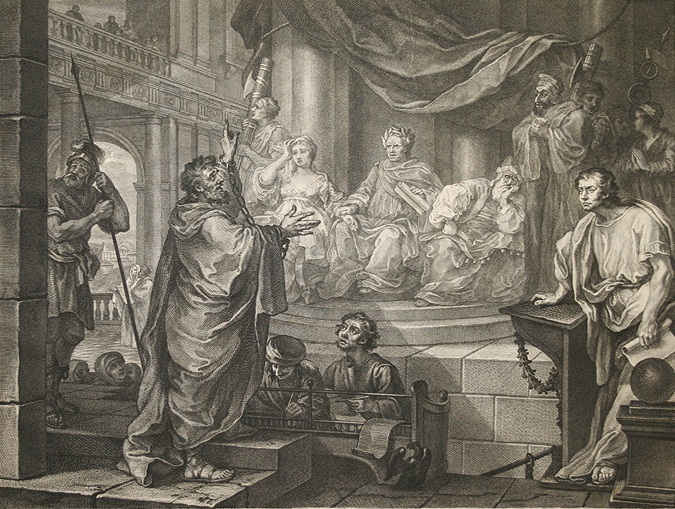
Paulo perante Félix, o tema central de Atos 24.
1752. Gravura de Wm. Hogarth.

### Paulo acusado de sedição
O sumo sacerdote Ananias e Tértulo, um orador, foram responsáveis pela acusação de Paulo perante o governador Félix:
| “ | «Pois temos achado que este é um homem pestífero e que em todo o mundo promove sedições entre os judeus e é chefe da seita dos nazarenos; o qual também tentou profanar o Templo e nós o prendemos.» (Atos 24:5–6) | ” |

#### Versículos 6 e 7
Várias versões da Bíblia omitem o final do versículo 6 e todo o versículo 7 ("e conforme a nossa lei o quisemos julgar. Mas sobrevindo o comandante Lísias no-lo tirou dentre as mãos com grande violência, mandando aos acusadores que viessem a ti") pois o trecho só existe em alguns manuscritos antigos. Outras omitem parte do trecho e trazem o resto entre chaves, como na Tradução Brasileira da Bíblia (disponível em Atos 24:7).

### Defesa de Paulo
Paulo se defendeu reafirmando servir «ao Deus de nossos pais, crendo todas as coisas que são conformes à Lei e estão escritas nos profetas» (Atos 24:14) e que, além de acreditar na ressurreição dos mortos segundo o que ele chama de "Caminho" (o cristianismo), de nada mais era culpado. Segundo ele, "alguns judeus vindos da Ásia" o acusaram, mas não estavam ali para apresentarem sua queixa, e os seus acusadores nada tinham contra ele exceto uma «única frase que proferi em alta voz, estando no meio deles: por causa da ressurreição dos mortos é que eu estou sendo julgado por vós» (Atos 24:21).
Félix conhecia o "Caminho" e pediu que o tribuno Lísias se apresentasse no tribunal, o que ele fez dias depois acompanhado de sua mulher Drusila, uma judia. Todos então ouviram Paulo discursar novamente «acerca da fé em Jesus Cristo. ...sobre a justiça, a temperança e o juízo vindouro» (Atos 24:24–25), o que deixou Félix atemorizado. O governador, esperando ser recompensado financeiramente, deixou Paulo preso por mais de dois anos até ser sucedido por Pórcio Festo (Atos 24:22–27).